# Abigail Elizalde Romo
Abigail Elizalde Romo (Torreón, Coahuila, 1985 –) mexikói modell, a 2008-as Miss Earth Mexico verseny győztese, a Miss Earth verseny 3. helyezettje, ugyanezen a világversenyen a Miss Earth Water cím és a fürdőruhás bemutatón a legszebb testért járó díj elnyerője.

## Élete

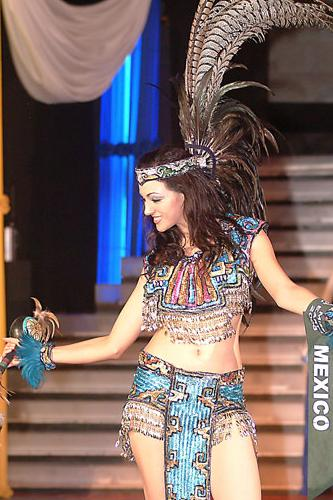
A 2008-as Miss Earth népviselet-bemutatóján

2008-ban a korábban Miss Coahuila versenyen győztes Abigail Elizalde a Centro Convenciones Yucatánban megtartott Miss Earth Mexico megmérettetésen is győzedelmeskedett, a dobogó második és harmadik fokára szorítva Jalisco és San Luis Potosí állambeli ellenfeleit. Így megszerezte a jogot arra is, hogy a Miss Earth világversenyen hazáját, Mexikót képviselhesse.
A Manilában rendezett verseny előzményeként több kisebb díjat is megnyert, mint például a Gandang Ricky Reyes-díjat és a Jubile Foundation díjat is, majd 84 vetélytársán felülkerekedve a Best in Swimsuit fürdőruhás díjat is. Végül a verseny döntőjében összesítve a 3. helyet szerezte meg, elnyerve a Miss Water címet.
Nagyon elkötelezett a természetvédelem iránt, megfogadta, hogy mindent megtesz azért, hogy a fiatalság figyelmét felhívja a környezetünket sújtó problémákra. Emellett felszólalt a Mexikóban jelenlevő kábítószer-kereskedelem ellen és a közbiztonság hiánya miatt is.